# Fabrègues
Fabrègues är en kommun i departementet Hérault i regionen Occitanien i södra Frankrike. Kommunen ligger i kantonen Pignan som tillhör arrondissementet Montpellier. År 2022 hade Fabrègues 7 200 invånare.

## Befolkningsutveckling
Antalet invånare i kommunen Fabrègues
Referens:INSEE